# Tannöd

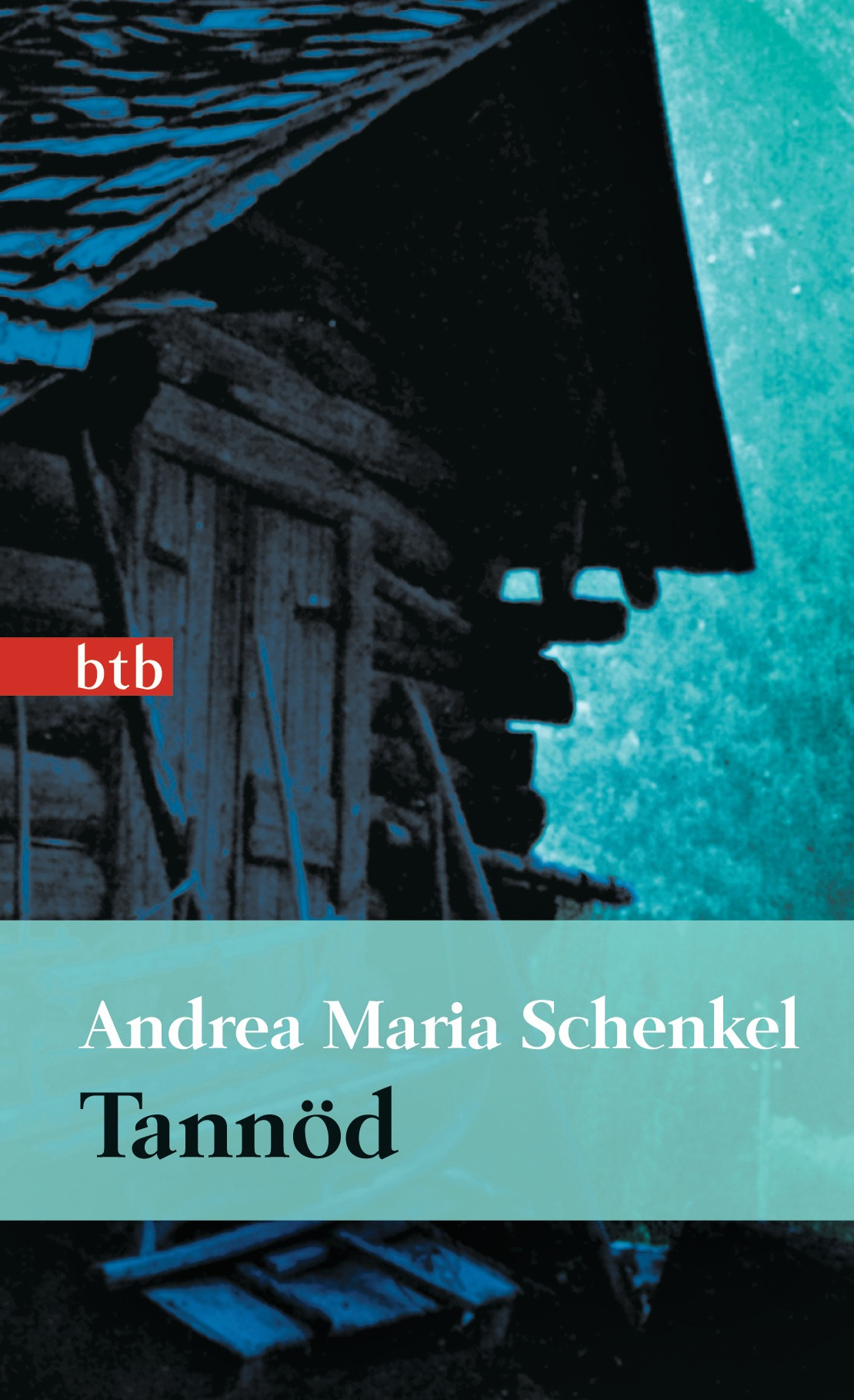
Taschenbuchausgabe (2008)

Tannöd ist ein Kriminalroman der deutschen Autorin Andrea Maria Schenkel. Das Buch erschien im Januar 2006 im Verlag Edition Nautilus und wurde 2009 unter gleichem Titel verfilmt.

## Inhalt
Der Roman erzählt die Geschichte eines sechsfachen Mordes auf dem fiktiven Oberpfälzer Einödhof Tannöd Mitte der 1950er Jahre. In 39 kurzen Abschnitten werden die Perspektiven der Opfer, der Ortsansässigen und des Täters miteinander verknüpft. Die Abschnitte sind teils kurze Erzählpassagen, größtenteils jedoch isolierte Zeugenaussagen, die sich erst nach und nach zu einem Gesamtbild zusammenfügen: Eine Bauernfamilie, beherrscht von einem tyrannischen, Frau und Kinder missbrauchenden Vater, zieht andere Menschen in ihr Beziehungsgeflecht hinein, bis einer davon, von Enttäuschung übermannt, im Blutrausch alle Bewohner des Hofes besonders brutal ermordet, darunter zwei Kinder und eine gerade erst angestellte Magd.
Im Dorf wundert man sich, da auf dem Hof der Danners seit mehreren Tagen nichts mehr zu sehen ist, also beschließen Georg Hauer, Johann Sterzer und der Knecht Alois Huber, nachzusehen. Auf dem abgelegenen Hof finden diese im Stadel die Leichen der Eheleute Danner, deren Tochter Barbara und deren Tochter Marianne mit Heu bedeckt vor. Der erst zweijährige Josef liegt tot in seinem Kinderbett und der Leichnam der erst am vorherigen Tag eingestellten Marie liegt unter einem Federbett. Allen wurde mit einer Spitzhacke der Schädel eingeschlagen. Tatverdächtiger ist der Witwer Georg Hauer, da dieser der angebliche Vater des kleinen Josef sei, aber Barbara zu ihm jeglichen Kontakt verweigert habe. Da Georg damit nicht klarkam und unsterblich in Barbara verliebt war, wollte er sie am Abend der Mordnacht zu einem Gespräch aufsuchen. Die beiden trafen sich im Stadel und es kam zum Streit. Aus Wut würgte Georg Barbara und erschlug sie anschließend mit einer Spitzhacke. Als Frau Danner Licht sah, ging sie ebenfalls in den Stadel, wo sie als Zeugin ihr Leben lassen musste. Auch Herr Danner ging hinaus, um nachzuschauen und ihm geschah dasselbe. Marianne, Barbaras kleine Tochter, wollte nach ihrer Mutter schauen und ging in den Stadel, wo auch sie ermordet wurde. Anschließend ging Georg ins Haus, wo er die Magd Marie und den kleinen Josef  ermordete, um auch diese beiden als Zeugen ausschließen zu können. Mehrere Tage füttert er die Kühe und täuscht ein Weiterleben der Familie vor. 
Es wird deutlich, dass der alte Danner seine Tochter Barbara seit ihrem 12. Lebensjahr sexuell missbraucht hatte und sie schwanger geworden war. Zwar hatte Barbara den Kriegsflüchtling Spangler geheiratet und versucht, ihm das Kind unterzuschieben, dieser aber kam dahinter, woraufhin ihm der alte Danner Geld gab, damit er verschwinde. Als Barbara ein zweites Mal mit ihrem eigenen Vater ein Kind erwartete, fing sie eine Liebschaft mit Georg an.

## Hintergrund
Der Roman verarbeitete Details eines Mordfalls, der sich 1922 auf dem nicht mehr existenten oberbayerischen Einödhof Hinterkaifeck ereignete. Das gleichnamige Dorf Tannöd  hat nichts mit dem Geschehen zu tun. Die Autorin wurde nach eigenen Angaben durch eine Zeitungsreportage auf den historischen Fall aufmerksam und las einige Veröffentlichungen über den Mord. Geschrieben hat sie das Buch dann vorwiegend in einem Sommerurlaub.
Für ihr Buch verlegte Schenkel die Handlung in die Nachkriegszeit und erfand die Nachbarschaft rund um den Hof und ihre Bewohner. Die Erzählstruktur verwendet fiktive Aussagen vor der Polizei, Akten und Gespräche. Eingestreut sind Gebete. Zur Auflösung des Mordgeschehens erfindet Schenkel einen Augenzeugen, aus dessen Sicht die Tötungen geschildert werden; im Schlusskapitel legt der Täter eine Beichte ab, der letzte Absatz suggeriert einen anschließenden Suizid.
Dieser Fall wurde auch 1978 und 1997 von dem Autor Peter Leuschner in Sachbüchern bearbeitet, der im April 2007 eine Klage gegen die Autorin wegen Plagiats beim Landgericht München einreichte. Das Oberlandesgericht München stellte in zweiter Instanz fest, dass der Roman kein Plagiat der Sachbücher sei, an den Fakten und deren Anordnung kann es kein Urheberrecht geben. Das Gericht wies die Klage Leuschners Mitte November 2009 ab und bestätigte damit ein gleichlautendes Urteil des Münchner Landgerichts vom Mai 2008.

## Adaptionen
Im Jahr 2007 produzierte der Norddeutsche Rundfunk (NDR) ein 70-minütiges Hörspiel des Romans Tannöd (Hörspielbearbeitung und Regie: Norbert Schaeffer).
Am 15. März 2008 feierte Tannöd als Bühnenwerk in der Fassung von Maya Fanke, die auch selbst Regie führte, und Doris Happl seine Uraufführung am Tiroler Landestheater Innsbruck. Am 25. September 2008 folge die deutsche Erstaufführung im Stadttheater Fürth, erneut unter der Regie von Fanke.
Kinostart der gleichnamigen Romanverfilmung Tannöd (Regie Bettina Oberli, Produktionsfirma Wüste-Film West) war am 19. November 2009. Das Drehbuch schrieb Petra Lüschow, in den Hauptrollen spielen Julia Jentsch, Monica Bleibtreu und Volker Bruch.

## Auszeichnungen
- 2007: Deutscher Krimi Preis, Friedrich-Glauser-Preis
- 2008: Schwedischer Krimipreis.
- Hörbuch: CORINE-Weltbild-Leserpreis.

## Auflage
Bis Mai 2009 wurden eine Million Exemplare des Romans Tannöd verkauft.